# Poljska vrana
Poljska vrana (znanstveno ime Corvus frugilegus) je pogosta ptica iz družine vranov.
Ime je vrsta dobila iz latinskih izrazov corvus, ki pomeni "vrana" in frugilegus, ki je sestavljenka iz besed frux, frugis, ki pomeni "sadje" ter  legere, ki pomeni "nabirati".. V slovenščini je ime dobila po tem, da se najpogosteje zadržuje na poljih in njivah, kjer se hrani z žuželkami, polži, rastlinskimi odpadki in manjšimi sesalci.

## Opis
V dolžino doseže med 45 in 47 cm. Noge so črne, kljun pa siv s črno konico. Je podobne velikosti kot črna vrana, od katere se najlažje loči po tem, da imajo odrasli okrog baze kljuna pred očmi pas gole kože sivkasto bele barve. Mladiči nimajo te značilnosti, zato so bolj podobni črnim vranam, vendar je tudi te možno ločiti po kljunu, ki je tanjši in bolj koničast kot pri črnih vranah.
Poljska vrana gnezdi v kolonijah v krošnjah dreves v agrarni krajini, kjer ustvari veliko gnezdo, sestavljeno iz vejic, ki jih nalomi z dreves. Redko pobira odmrle veje s tal. V gnezdu je običajno 3–5 jajc, ki jih samica izleže februarja ali marca. Inkubacijska doba jajc je 16-18 dni. Mladiči poletijo po 32 do 33 dneh.
Poljske vrane so inteligentne ptice. V ujetništvu ptice pogosto uporabljajo predmete kot orodje za doseganje ciljev, pri čemer so sposobne predmete za dosego cilja celo prilagoditi.